# 方坦爾 (愛荷華州)
方坦爾（英語：Fontanelle）是一個位於美國愛荷華州亞代爾縣的城市。

## 地理
方坦爾的座標為41°17′24″N 94°33′44″W / 41.29000°N 94.56222°W，而該地的平均海拔高度為410米（即1345英尺）。

## 人口
根據2010年美國人口普查的數據，方坦爾的面積為2.49平方千米，均為陸地。當地共有人口672人，而人口密度為每平方千米269人。